# Sobór Przemienienia Pańskiego w Abakanie
Sobór Przemienienia Pańskiego – prawosławny sobór w Abakanie, katedra eparchii abakańskiej i chakaskiej.
Budowa soboru została rozpoczęta w 1994, według projektu zespołu inżynierów instytutu „Abakangrażdanprojekt”; głównym autorem planu budynku był A. Usow. W pierwszej fazie prac dokonano podniesienia poziomu gruntu, na którym miała znajdować się świątynia, następnie z powodu wycofania się głównego sponsora wznoszenie soboru zostało zawieszone do 1999. Wówczas nowym fundatorem inwestycji został Sajański Zakład Aluminiowy. 27 maja 1999 biskup abakański i kyzyłski Wincenty poświęcił kamień węgielny. 19 sierpnia 2001 dokonano poświęcenia znajdującej się w piwnicach obiektu cerkwi Świętych Nowomęczenników i Wyznawców Rosyjskich. 23 sierpnia 2001 miało miejsce poświęcenie głównej świątyni; w tym czasie trwały jeszcze prace nad urządzeniem jej wnętrza. Gotowy pięciorzędowy ikonostas został konsekrowany dopiero 19 sierpnia 2006. W tym samym roku urządzono w cerkwi dwie kaplice boczne: św. Innocentego z Alaski oraz Ikony Matki Bożej „Krzew Gorejący”.
Sobór wzniesiono w tradycyjnym ruskim stylu. Budynek został zwieńczony siedmioma kopułami; od frontu znajduje się wieża-dzwonnica z dwunastoma dzwonami, z którym największy waży 5670 kg. Łączna wysokość obiektu wynosi 49,2 m, powierzchnia – 1637 metrów kwadratowych; umożliwia to jednoczesny udział tysiąca wiernych w nabożeństwie.